# 敬一堂 (杭州)
敬一堂是内地会在中国杭州城内设立的二座教堂之一（另一座为崇一堂），位于城北武林路，1922年开堂。
敬一堂曾是内地会设立的中国神学院的所在地。中国神学院成立于1948年，至1952年11月并入金陵协和神学院。此后，敬一堂继续维持礼拜，至1956年聚会人数只有91人。1958年实行联合礼拜，敬一堂被关闭，为一所小学占用，至1984年拆除了原教堂建筑。